# 야나 노부오
야나 노부오(Nobuo Yana, 1935년 8월 19일 ~ )는 일본의 야구 선수, 일본의 성우, 배우이다.
오카야마시에서 태어났다.

## 방송
- 사랑하는 김치

## 영화
- 마이 걸 (2009년)
- 반딧불의 별 (2003년)
- 모두의 집 (2001년) - 아라카와 역
- 드림 스타디움 (1997년)
- 선술집 유령 (1994년)
- 더블 패닉 90 (1992년)
- 크라잉 프리맨 (1988년)
- 도라에몽 - 노비타의 우주소전쟁 (1985년)
- 중화장부 (1978년)
- 의리없는 전쟁 4 - 정상작전 (1974년)
- 의리없는 전쟁 5 - 완결편 (1974년)
- 신 의리없는 전쟁 (1974년)
- 여죄수 사소리 3 - 짐승의 감방 (1973년)
- 의리없는 전쟁 2 - 히로시마 사투 (1973년)
- 현대 야쿠자 (1972년)
- 인생극장 (1968년)
- 해산식 (1967년)
- 지옥에선 내일이 없다 (1966년)
- 기아 해협 (1965년)
- 헬스 키친 (1962년)
- 자랑스런 도전 (1962년)
- 꽃과 태풍과 갱 (1961년)